# East Dunbartonshire (valkrets)

Valkretsens utbredning i Skottland 2005–2024.

East Dunbartonshire var en enmansvalkrets till det brittiska underhuset. Valkretsen har existerat under tidsperioderna 1950–1983 och 2005–2024. Sedan 2024 ingår hela East Dunbartonshire i den nya valkretsen Mid Dunbartonshire. Amy Callaghan (Scottish National Party) representerade senast East Dunbartonshire i parlamentet.

## Ledamöter
|  | Val      | Kandidat             | Parti                   |
|  | -------- | -------------------- | ----------------------- |
|  | 1950     | David Kirkwood       | Labour                  |
|  | 1951     | Cyril Bence          | Labour                  |
|  | 1970     | Hugh McCartney       | Labour                  |
|  | Feb 1974 | Barry Henderson      | Konservativa partiet    |
|  | Okt 1974 | Margaret Bain        | Scottish National Party |
|  | 1979     | Norman Hogg          | Labour                  |
|  | 1983     | Valkretsen avskaffad | Valkretsen avskaffad    |
|  | 2005     | Jo Swinson           | Liberaldemokraterna     |
|  | 2015     | John Nicolson        | Scottish National Party |
|  | 2017     | Jo Swinson           | Liberaldemokraterna     |
|  | 2019     | Amy Callaghan        | Scottish National Party |
|  | 2024     | Valkretsen avskaffad | Valkretsen avskaffad    |

## Valresultat 2010–2019
| Parlamentsvalet 2019: East Dunbartonshire                                                                      | Parlamentsvalet 2019: East Dunbartonshire | Parlamentsvalet 2019: East Dunbartonshire | Parlamentsvalet 2019: East Dunbartonshire | Parlamentsvalet 2019: East Dunbartonshire |
| --- | ----------------------------------------- | ----------------------------------------- | ----------------------------------------- | ----------------------------------------- |
| |                                           |                                           |                                           |                                           |
| Parti | Andel                                     |                                           | Antal                                     |                                           |
| SNP | 37,1 %                                    |                                           | 19 672                                    |                                           |
| SNP | +6,8 %                                    |                                           |                                           |                                           |
| Liberaldemokraterna                                                                                            | 36,8 %                                    |                                           | 19 523                                    |                                           |
| Liberaldemokraterna                                                                                            | −3,8 %                                    |                                           |                                           |                                           |
| Konservativa                                                                                                   | 14,1 %                                    |                                           | 7 455                                     |                                           |
| Konservativa                                                                                                   | −0,5 %                                    |                                           |                                           |                                           |
| Labour | 9,1 %                                     |                                           | 4 839                                     |                                           |
| Labour | −5,4 %                                    |                                           |                                           |                                           |
| Scottish Greens                                                                                                | 1,7 %                                     |                                           | 916                                       |                                           |
| Scottish Greens                                                                                                | +1,7 %                                    |                                           |                                           |                                           |
| Övriga partier & kandidater                                                                                    | 1,2 %                                     |                                           | 626                                       |                                           |
| Övriga partier & kandidater                                                                                    |                                           |                                           |                                           |                                           |
| Valdeltagande                                                                                                  | 80,3 %                                    |                                           | 53 031                                    |                                           |
| Valdeltagande                                                                                                  |                                           |                                           |                                           |                                           |
| Kandidater: SNP: Amy Callaghan, LDM: Jo Swinson, CON: Pam Gosal, LAB: Callum McNally, GRN: Carolynn Scrimgeour |                                           |                                           |                                           |                                           |

| Parlamentsvalet 2017: East Dunbartonshire                                                | Parlamentsvalet 2017: East Dunbartonshire | Parlamentsvalet 2017: East Dunbartonshire | Parlamentsvalet 2017: East Dunbartonshire | Parlamentsvalet 2017: East Dunbartonshire |
| ---------------------------------------------------------------------------------------- | ----------------------------------------- | ----------------------------------------- | ----------------------------------------- | ----------------------------------------- |
|                                                                                          |                                           |                                           |                                           |                                           |
| Parti                                                                                    | Andel                                     |                                           | Antal                                     |                                           |
| Liberaldemokraterna                                                                      | 40,6 %                                    |                                           | 21 023                                    |                                           |
| Liberaldemokraterna                                                                      | +4,3 %                                    |                                           |                                           |                                           |
| SNP                                                                                      | 30,3 %                                    |                                           | 15 684                                    |                                           |
| SNP                                                                                      | −10,0 %                                   |                                           |                                           |                                           |
| Konservativa                                                                             | 14,6 %                                    |                                           | 7 563                                     |                                           |
| Konservativa                                                                             | +6,0 %                                    |                                           |                                           |                                           |
| Labour                                                                                   | 14,5 %                                    |                                           | 7 531                                     |                                           |
| Labour                                                                                   | +2,2 %                                    |                                           |                                           |                                           |
| Valdeltagande                                                                            | 78,1 %                                    |                                           | 51 801                                    |                                           |
| Valdeltagande                                                                            |                                           |                                           |                                           |                                           |
| Kandidater: LDM: Jo Swinson, SNP: John Nicolson, CON: Sheila Mechan, LAB: Callum McNally |                                           |                                           |                                           |                                           |

| Parlamentsvalet 2015: East Dunbartonshire                                                                                           | Parlamentsvalet 2015: East Dunbartonshire | Parlamentsvalet 2015: East Dunbartonshire | Parlamentsvalet 2015: East Dunbartonshire | Parlamentsvalet 2015: East Dunbartonshire |
| --- | ----------------------------------------- | ----------------------------------------- | ----------------------------------------- | ----------------------------------------- |
| |                                           |                                           |                                           |                                           |
| Parti | Andel                                     |                                           | Antal                                     |                                           |
| SNP | 40,3 %                                    |                                           | 22 093                                    |                                           |
| SNP | +29,7 %                                   |                                           |                                           |                                           |
| Liberaldemokraterna | 36,3 %                                    |                                           | 19 926                                    |                                           |
| Liberaldemokraterna | −2,4 %                                    |                                           |                                           |                                           |
| Labour | 12,3 %                                    |                                           | 6 754                                     |                                           |
| Labour | −21,8 %                                   |                                           |                                           |                                           |
| Konservativa | 8,6 %                                     |                                           | 4 727                                     |                                           |
| Konservativa | −6,9 %                                    |                                           |                                           |                                           |
| Scottish Greens | 1,5 %                                     |                                           | 804                                       |                                           |
| Scottish Greens | +1,5 %                                    |                                           |                                           |                                           |
| UKIP | 1,0 %                                     |                                           | 567                                       |                                           |
| UKIP | −0,1 %                                    |                                           |                                           |                                           |
| Valdeltagande | 81,9 %                                    |                                           | 54 871                                    |                                           |
| Valdeltagande |                                           |                                           |                                           |                                           |
| Kandidater: SNP: John Nicolson, LDM: Jo Swinson, LAB: Amanjit Jhund, CON: Andrew Polson, GRN: Ross Greer, UKIP: Wilfred Arasaratnam |                                           |                                           |                                           |                                           |

| Parlamentsvalet 2010: East Dunbartonshire                                                              | Parlamentsvalet 2010: East Dunbartonshire | Parlamentsvalet 2010: East Dunbartonshire | Parlamentsvalet 2010: East Dunbartonshire | Parlamentsvalet 2010: East Dunbartonshire |
| --- | ----------------------------------------- | ----------------------------------------- | ----------------------------------------- | ----------------------------------------- |
| |                                           |                                           |                                           |                                           |
| Parti                                                                                                  | Andel                                     |                                           | Antal                                     |                                           |
| Liberaldemokraterna                                                                                    | 38,7 %                                    |                                           | 18 551                                    |                                           |
| Liberaldemokraterna                                                                                    | −3,1 %                                    |                                           |                                           |                                           |
| Labour                                                                                                 | 34,1 %                                    |                                           | 16 367                                    |                                           |
| Labour                                                                                                 | +1,0 %                                    |                                           |                                           |                                           |
| Konservativa                                                                                           | 15,5 %                                    |                                           | 7 431                                     |                                           |
| Konservativa                                                                                           | −1,0 %                                    |                                           |                                           |                                           |
| SNP | 10,5 %                                    |                                           | 5 054                                     |                                           |
| SNP | +4,7 %                                    |                                           |                                           |                                           |
| UKIP                                                                                                   | 1,1 %                                     |                                           | 545                                       |                                           |
| UKIP                                                                                                   | +1,1 %                                    |                                           |                                           |                                           |
| Valdeltagande                                                                                          | 75,2 %                                    |                                           | 47 948                                    |                                           |
| Valdeltagande                                                                                          |                                           |                                           |                                           |                                           |
| Kandidater: LDM: Jo Swinson, LAB: Mary Galbraith, CON: Mark Nolan, SNP: Iain White, UKIP: James Beeley |                                           |                                           |                                           |                                           |